# 2-Pyridincarbaldehyd
2-Pyridincarbaldehyd (Trivialname Picolinaldehyd) ist eine chemische Verbindung, die sich vom Picolin ableitet. Formal ist es ein Pyridin-Derivat. Relevant ist es vor allem als Vorläufer des Pralidoxims.

## Gewinnung und Darstellung

### Nach Kaufmann und Vallette 1912/13
Eine frühe Synthese von 2-Pyridincarbaldehyd geht vom Picolin aus und besteht aus sechs Schritten. Der erste Schritt ist die Schützung des Stickstoffatoms mit Methyliodid. Dabei entsteht ein Pyridiniumiodid. Im zweiten Schritt wird das Pyridiniumiodid mit äquimolaren Mengen von N,N-Dimethyl-4-nitrosoanilin oxidativ zum Imin umgesetzt. Dabei dient Piperidin als Base und Ethanol als Lösungsmittel. Das entstandene Imin ergibt beim Kristallisieren aus Ethanol einen grünen Feststoff, welcher noch ein Molekül Ethanol pro Molekül Imin beinhaltet. Durch Erhitzen im Vakuum kann der restliche Alkohol vertrieben werden und hinterlässt das Imin als roten Feststoff. Das trockene Imin wird im dritten Schritt durch Salzsäure hydrolysiert. Der Aldehyd wird im vierten Schritt nochmals zum Hydrazon umfunktionalisiert, was durch Reaktion mit Phenylhydrazin erfolgt. Das stabile Hydrazon wird bei der thermischen Abspaltung der Stickstoff-Schutzgruppe im fünften Schritt nicht verändert. Der sechste Schritt ist wiederum die Hydrolyse des Hydrazons mit Salzsäure zum Aldehyd.

### Nach Dyson und Hammick 1939
Eine dreischrittige und somit schneller durchführbare Synthese verläuft ebenfalls vom Edukt Picolin ausgehend über chlorierte Derivate. Im ersten Schritt wird durch Reaktion von elementarem Chlor in stark durch Kaliumacetat gepufferter Essigsäure das 2-(Trichlormethyl)pyridin gebildet. Dieses wird im zweiten Schritt durch Zinn(II)-chlorid in leicht salzsaurem Aceton zum 2-(Dichlormethyl)pyridin reduziert. Im dritten Schritt wird diese Verbindung durch Schwefelsäure hydrolysiert. Die beiden chlorierten Intermediate können jeweils durch Wasserdampfdestillation isoliert werden.

### Katalytische Oxidation des Picolins
Die Autoren Mathes, Sauermilch und Klein publizierten 1951 die bis dahin effizienteste Synthese (bekannt als Sauermilch-Oxidation), nämlich der direkten Oxidation von Picolin in der Gasphase auf einem gemischten Vanadium/Molybdän-Katalysator, welcher auf einen Träger aus Silicagel aufgebracht war. Um nicht andere Oxidationsprodukte zu erhalten, war es wichtig, eine verdünnte wässrige Lösung des Picolins mit nur 5 % in das Katalysatorbett einzudampfen. Bei höheren Konzentrationen des Picolins wurden dimere Oxidationsprodukte erhalten. Der Sauerstoff für die Oxidation stammt hierbei aus mit dem Dampf mitgeführter Umgebungsluft.

## Eigenschaften

### Physikalische Eigenschaften
Der Octanol-Wasser-Verteilungskoeffizient von 2-Pyridincarbaldehyd beträgt {\textstyle \log P=-0{,}714}. Mit Wasser ist 2-Pyridincarbaldehyd in allen Verhältnissen mischbar.

## Externe Links zu erwähnten Verbindungen
1. ↑  Externe Identifikatoren von bzw. Datenbank-Links zu 2-(Trichlormethyl)pyridin:  CAS-Nr.: 4377-37-1, PubChem: 123215, ChemSpider: 109830, Wikidata: Q83069007.
2. ↑  Externe Identifikatoren von bzw. Datenbank-Links zu 2-(Dichlormethyl)pyridin:  CAS-Nr.: 4377-35-9, EG-Nr.: 224-478-7, ECHA-InfoCard: 100.022.254, PubChem: 78083, ChemSpider: 70461, Wikidata: Q83069004.